# Пол Хагис
Пол Хагис (на английски: Paul Edward Haggis) е канадски режисьор, сценарист и продуцент. Започва кариерата си като създател и сценарист на редица американски и канадски сериали.

## Биография
Роден е Лондон, в семейството на Мери и Едуард Хагис. Родителите му са собственици на театър Галерия в родния му град и от малък Хагис е въвлечен в артистичните среди. След като завършва кинематография във Феншоу Колидж през 1975 година се мести в Лос Анджелис, за да започне кариера в киното.
Започва работа като сценарист на редица телевизионни програми, като The Facts of Life, The Love Boat, L.A. Law. Той е един от създателите на известния сериал с Чък Норис „Уокър, тексаският рейнджър“ (1993 – 2001).
В киното дебютира като режисьор през 1993 година с Red Hot, но световна слава печели като сценарист на „Момиче за милиони“ (2004), режисиран от Клинт Истууд. Номиниран е за „Оскар“ за Най-добър сценарий. Същата година режисира и „Сблъсъци“, който също е добре приет от публиката и критиците. За него също получава номинация за Най-добър сценарий (2005), но този път печели, както печели и в категорията Най-добър филм.
В последните години се изявява основно като сценарист. Пише сценариите на последните два филма за Джеймс Бонд – „Казино Роял“ и „Спектър на утехата“. През 2010 година се завръща като режисьор в касовия хит с Ръсел Кроу „Следващите три дни“.

## Филмография

### Кино
- Red Hot (1993) – сценарист и режисьор
- Момиче за милиони (2004) – сценарист и продуцент
- Сблъсъци (2005) – сценарист, режисьор и продуцент
- Последната целувка (2006) – сценарист
- Знамената на нашите бащи (2006) – сценарист
- Писма от Иво Джима (2006) – сценарист и продуцент
- Казино Роял (2006) – сценарист (адаптация)
- В долината на Давид и Голиат (2007) – сценарист, режисьор и продуцент
- Спектър на утехата (2008) – сценарист
- Терминатор: Спасение (2009) – сценарист (адаптация)
- Следващите три дни (2010) – режисьор и сценарист